# Phlegra levyi
Phlegra levyi là một loài nhện trong họ Salticidae.
Loài này thuộc chi Phlegra. Phlegra levyi được Jerzy Prószyński miêu tả năm 1998.